# Oyinkansola Abayomi
Lady Oyinkansola Abayomi (aussi connue sous le nom Oyinkan) (6 mars 1897 – 19 mars 1990) est une nationaliste et féministe nigériane. Elle a été présidente des Filles Guides nigérianes et fondatrice du Parti Nigérian des Femmes.

## Biographie
Lady Oyinkansola Abayomi (née Oyinkansola Ajasa) naît en 1897 au Nigeria. Sa famille l'appelle Oyinkan, un diminutif de Oyinkansola. Son petit frère, Akuisola, meurt à l'âge de deux ans. Son père est Sir Kitoye Ajasaet et sa mère Oyinkan Moore. Elle a également un cousin, Kofo Ademola. Elle étudie au Séminaire Anglican pour Filles à Lagos, dont elle sort en 1909. Elle part ensuite en Angleterre pour étudier à la Young Ladies Academy de Ryford Hall. Là-bas, elle intègre les Guides. En 1917, elle entre à la Royal Academy of Music de Londres, et elle rentre à Lagos en 1920. Elle y devient professeure de musique dans l'école de son enfance. 
En août 1923, elle épouse un  avocat, Moronfolu Abayomi, qui se fait assassiner pendant un procès deux mois plus tard.
En 1930, elle épouse Kofo Abayomi. Il meurt le premier janvier 1979.
Abayomi quitte les Guides en 1982, mais est nommée présidente à vie de l'organisation pour l'ensemble de son travail. Elle reçoit cinq titres de noblesse nigérians.
Elle meurt en 1990.

## Carrière
En Angleterre, Abayomi rejoint les Guides. À son retour au Nigeria, elle rencontre l'association nigériane fondée par une Anglaise. Elle rejoint l'organisation locale et devient la première femme nigériane cheftaine. Elle milite aussi pour l'éducation des jeunes filles au Nigéria et rejoint la Lagos Women's Organization. Elle y fait des levées de fonds et de la promotion pour Queen's College, et fonde le West African Educated Girls' Club (club des filles éduquées d'Afrique de l'Ouest) en 1927. Elle est la seule Nigériane enseignante dans cette école, et devient quelques années plus tard une des premières femmes propriétaires d'une voiture à Lagos.
En 1931, les Girl Guides sont soutenues par le gouvernement nigérian. Abayomi est nommée à leur tête et est la première femme nigériane à travailler pour l'association nigériane des Girl Guides. Elle rejoint le parti de la jeunesse nigérian en 1935. La même année, elle écrit des articles sur les droits des femmes, en particulier dans les classes les moins aisées.
Le 10 mai 1944, elle fonde le Parti des Femmes Nigérian, une réunion de 12 femmes dans son salon. L'organisation demande les mêmes droits pour tous les sexes. Quand Kofo Abayomi est nommé chevalier en 1954, Abayomi devient Lady Oyinkan.